# Éric Larchevêque
Pour les articles homonymes, voir Larchevêque.
Éric Larchevêque, né le 30 septembre 1973 à Boulogne-Billancourt,, est un entrepreneur et investisseur français. Il est le cofondateur de Ledger, entreprise qui conçoit et commercialise des portefeuilles de cryptomonnaies.

## Biographie

### Études
Fils du porcelainier André Larchevêque, il a grandi à Vierzon (Cher). En 1996, Il obtient un diplôme d'ingénieur de l'ESIEE Paris avec une spécialisation en conception des architectures de l'information.

### Carrière
En 1998, il crée Montorgueil SAS, spécialisée dans les sites de rencontre et de « divertissement pour adulte », qui est revendu en 2007 à Rentabiliweb pour 22 M€. Dans les années 2000, il se lance dans le poker; il décide d'arrêter en 2009 afin de se tourner à nouveau vers la création d'entreprise.
En 2011, il crée le comparateur de prix de produits de grande consommation Prixing et lève 1,75 M€ auprès de SPIR Communications. Le projet est ensuite vendu au groupe HighCo en 2014. Avec les fonds liés à cette vente, La Maison du Bitcoin est ouverte la même année. Selon les dires du créateur, il s'agit d'un « espace physique » qui a pour objectif d'expliquer les technologies liées à la blockchain et au Bitcoin.
En 2014, il s'associe avec d'autres entrepreneurs pour créer l'entreprise Ledger, concepteur de solutions de sécurité pour crypto-actifs.
En mai 2019, il passe la direction de l'entreprise à Pascal Gauthier et devient Président du conseil d'administration.
En février 2022, il annonce avoir cofondé ALGOSUP, une école d'informatique située à Vierzon qui forme des développeurs généralistes BAC+5.
En 2023, il s'associe avec le Crédit agricole Centre Loire et la communauté de communes Vierzon Sologne Berry pour ouvrir le B³ Village by CA, un incubateur de startups à Vierzon.

### Autres activités
À partir de 2020, il participe en tant qu'investisseur à l'émission Qui veut être mon associé ? sur M6,.
En 2021, il crée avec son épouse un fonds de dotation qui a pour objectif de financer des projets éducatifs dans la région Centre-Val de Loire et notamment pour la ville de Vierzon.

## Fortune
Sa fortune professionnelle est évaluée par Challenges en 2023 à 375 millions d'euros, ce qui le positionne comme la 348e fortune française en compagnie de deux de ses associés.

## Publications
- Entreprendre pour être libre, M6 Éditions, 2024 (ISBN 9782359852288)
- Montages avancés pour PC, Dunod, 1996 (ISBN 2855352436).